# Hirekerehalli, Molakalmuru
Hirekerehalli là một làng thuộc tehsil Molakalmuru, huyện Chitradurga, bang Karnataka, Ấn Độ.